# Helichrysum heliotropifolium
Espèce
Helichrysum heliotropifolium est une espèce de plante à fleurs de la famille des asteracées. Elle est endémique de l'île de La Réunion, département d'outre-mer français dans le sud-ouest de l'océan Indien.